# 대한민국의 대통령 소속 위원회 목록
대한민국의 대통령 소속 위원회 목록은 대한민국의 대통령 소속 위원회에 대해 기술한다.

## 행정위원회
| 위원회명       | 주관부처   | 설립 근거                                         | 비고                                                                       |
| -------------- | ---------- | ------------------------------------------------- | -------------------------------------------------------------------------- |
| 규제개혁위원회 | 국무조정실 | 「행정규제기본법」 제23조                         | 국무총리가 당연직 위원장이며, 민간 위원장과 함께 공동으로 위원장을 맡는다. |
| 국가교육위원회 | 교육부     | 「국가교육위원회 설치 및 운영에 관한 법률」 제2조 |                                                                            |

## 자문위원회
| 위원회명                        | 주관부처           | 설립 근거                                                   | 비고 |
| ------------------------------- | ------------------ | ----------------------------------------------------------- | --- |
| 경제사회노동위원회              | 고용노동부         | 「경제사회노동위원회법」 제1조                              | |
| 국가건축정책위원회              | 국토교통부         | 「건축기본법」 제13조                                       | |
| 국가균형발전위원회              | 산업통상자원부     | 「국가균형발전 특별법」 제22조                              | |
| 국가도서관위원회                | 문화체육관광부     | 「도서관법」 제11조                                         | - 문화체육관광부 장관이 당연직 부위원장이다. |
| 국가물관리위원회                | 환경부             | 「물관리기본법」 제20조                                     | - 국무총리가 당연직 위원장이며, 민간 위원장과 함께 공동으로 위원장을 맡는다. |
| 국가생명윤리심의위원회          | 보건복지부         | 「생명윤리 및 안전에 관한 법률」 제7조                      | |
| 국가우주위원회                  | 과학기술정보통신부 | 「우주개발 진흥법」 제6조                                   | - 국무총리가 당연직 위원장, 과학기술정보통신부 장관이 당연직 부위원장이다. |
| 국가인적자원위원회              | 교육부             | 「인적자원개발 기본법」 제7조                               | - 대통령이 당연직 위원장, 교육부 장관이 당연직 부위원장이다. |
| 국가지식재산위원회              | 과학기술정보통신부 | 「지식재산 기본법」 제6조                                   | - 국무총리가 당연직 위원장이며, 민간 위원장과 함께 공동으로 위원장을 맡는다. |
| 국민통합위원회                  | 행정안전부         | 「국민통합위원회의 설치 및 운영에 관한 규정」 제2조         | - 「국민통합위원회의 설치 및 운영에 관한 규정」에 따른 존속기한이 만료되는 2027년 5월 31일까지 존속할 예정이다. |
| 농어업·농어촌특별위원회         | 농림축산식품부     | 「농어업·농어촌특별위원회 설치 및 운영에 관한 법률」 제2조  | - 「농어업·농어촌특별위원회 설치 및 운영에 관한 법률」에 따른 존속기한이 만료되는 2024년 4월 24일까지 존속할 예정이었으나, 2023년 10월 24일부로 「농어업·농어촌특별위원회 설치 및 운영에 관한 법률」이 법률 제19747호로 개정 시행됨에 따라 존속기한이 5년 연장되어 2029년 4월 24일까지 존속할 예정이다. |
| 디지털플랫폼정부위원회          | 행정안전부         | 「디지털플랫폼정부위원회의 설치 및 운영에 관한 규정」 제2조 | - 「디지털플랫폼정부위원회의 설치 및 운영에 관한 규정」에 따른 존속기한이 만료되는 2027년 6월 30일까지 존속할 예정이다. |
| 소재·부품·장비 경쟁력강화위원회 | 산업통상자원부     | 「소재·부품·장비산업 경쟁력강화를 위한 특별조치법」 제8조   | - 기획재정부 장관이 당연직 위원장, 산업통상자원부 장관이 당연직 부위원장이다. |
| 아시아문화중심도시 조성위원회   | 문화체육관광부     | 「아시아문화중심도시 조성에 관한 특별법」 제29조            | - 문화체육관광부 장관이 당연직 부위원장이며, 위촉직 부위원장과 함께 공동으로 부위원장을 맡는다. - 「아시아문화중심도시 조성에 관한 특별법」의 효력이 만료되는 2031년 12월 31일까지 존속할 예정이다. |
| 저출산·고령사회위원회           | 보건복지부         | 「저출산·고령사회기본법」 제23조                            | - 대통령이 당연직 위원장이다. |
| 지방시대위원회                  | 행정안전부         | 「지방자치분권 및 지역균형발전에 관한 특별법」 제62조       | - 「지방자치분권 및 지역균형발전에 관한 특별법」에 따른 존속기한이 만료되는 2028년 7월 9일까지 존속할 예정이다. |
| 2050 탄소중립녹색성장위원회     | 국무조정실         | 「기후위기 대응을 위한 탄소중립·녹색성장 기본법」 제15조    | - 국무총리가 당연직 위원장이며, 민간 위원장과 함께 공동으로 위원장을 맡는다. |
| 국가바이오위원회                | 산업통상자원부     | 「국가바이오위원회의 설치 및 운영에 관한 규정」             | - 2025년 1월 출범하였다. |

## 폐지된 위원회
| 위원회명                                                    | 주관부처              | 설립 근거                                                                                        | 설립일          | 출범일           | 폐지일          |
| ----------------------------------------------------------- | --------------------- | ------------------------------------------------------------------------------------------------ | --------------- | ---------------- | --------------- |
| 국가브랜드위원회                                            | 문화체육관광부        | 「국가브랜드 가치 제고에 관한 규정」 제10조                                                      | 2009년 1월 30일 | 2009년 1월 22일  | 2013년 3월 23일 |
| 국민대통합위원회                                            | 행정자치부            | 「국민대통합위원회의 설치 및 운영에 관한 규정」 제1조                                            | 2013년 5월 6일  | 2013년 7월 8일   | 2017년 7월 4일  |
| 청년위원회                                                  | 기획재정부            | 「청년위원회의 설치 및 운영에 관한 규정」 제1조                                                  | 2013년 5월 6일  | 2013년 7월 16일  | 2017년 7월 4일  |
| 문화융성위원회                                              | 문화체육관광부        | 「문화융성위원회의 설치 및 운영에 관한 규정」 제2조                                              | 2013년 5월 31일 | 2013년 7월 25일  | 2017년 7월 4일  |
| 통일준비위원회                                              | 통일부                | 「통일준비위원회의 설치 및 운영에 관한 규정」 제1조                                              | 2014년 3월 21일 | 2014년 7월 15일  | 2017년 7월 4일  |
| 3·1운동 및 대한민국임시정부 수립 100주년 기념사업추진위원회 | 행정안전부            | 「3·1운동 및 대한민국임시정부 수립 100주년 기념사업추진위원회의 설치 및 운영에 관한 규정」 제3조 | 2018년 2월 6일  | 2018년 7월 3일   | 2020년 6월 30일 |
| 일자리위원회                                                | 고용노동부            | 「일자리위원회의 설치 및 운영에 관한 규정」 제2조                                                | 2017년 5월 16일 | 2017년 6월 21일  | 2022년 5월 15일 |
| 4차산업혁명위원회                                           | 과학기술정보통신부    | 「4차산업혁명위원회의 설치 및 운영에 관한 규정」 제2조                                           | 2017년 8월 22일 | 2017년 10월 11일 | 2022년 8월 21일 |
| 북방경제협력위원회                                          | 기획재정부            | 「북방경제협력위원회의 설치 및 운영에 관한 규정」 제2조                                          | 2017년 8월 25일 | 2017년 12월 7일  | 2022년 8월 24일 |
| 정책기획위원회                                              | 행정안전부 국무조정실 | 「정책기획위원회의 설치 및 운영에 관한 규정」 제2조                                              | 2017년 9월 5일  | 2017년 12월 15일 | 2022년 6월 15일 |
| 국가교육회의                                                | 교육부                | 「국가교육회의 설치 및 운영에 관한 규정」 제2조                                                  | 2017년 9월 12일 | 2017년 12월 27일 | 2022년 9월 11일 |
| 자치분권위원회                                              | 행정안전부            | 「지방자치분권 및 지방행정체제개편에 관한 특별법」 제44조                                        | 2018년 3월 20일 | 2018년 3월 20일  | 2023년 3월 19일 |
| 군사망사고진상규명위원회                                    | 국방부                | 「군 사망사고 진상규명에 관한 특별법」 제3조                                                     | 2018년 9월 14일 | 2018년 9월 28일  | 2023년 9월 13일 |